# Preliminariile Ligii Campionilor 2014-2015
Preliminariile Ligii Campionilor 2014-2015 s-au jucat între 1 iulie și 27 august 2014, pentru a determina 10 din cele 32 de echipe din faza grupelor.
Toate orele afișate mai jos sunt în fusul CEST (UTC+2).

## Datele rundelor și tragerilor la sorți
Toate tragerile la sorți au avut loc la sediul UEFA din Nyon, Elveția.
| Runda                     | Data tragerii la sorți | Prima manșă       | Manșa secundă     |
| ------------------------- | ---------------------- | ----------------- | ----------------- |
| Primul tur preliminar     | 23 iunie 2014, 12:00   | 1–2 iulie 2014    | 8–9 iulie 2014    |
| Al doilea tur preliminar  | 23 iunie 2014, 12:00   | 15–16 iulie 2014  | 22–23 iulie 2014  |
| Al treilea tur preliminar | 18 iulie 2014          | 29–30 iulie 2014  | 5–6 august 2014   |
| Runda play-off            | 8 august 2014          | 19–20 august 2014 | 26–27 august 2014 |

## Echipele
Echipele participante în calificări au fost separate în două secțiuni:
- Ruta Campioanelor, care include toate campioanele naționale care nu s-au calificat automat pentru faza grupelor.
- Ruta Ligii (numită și Ruta non-campioanelor), care include toate echipele non-campioane naționale care nu s-au calificat automat pentru faza grupelor.

Un total de 55 de echipe (40 în Ruta Campioanelor, 15 în Ruta Ligii) au fost implicate în faza de calificări a Ligii Campionilor 2014-2015. Cele 10 câștigătoare din runda play-off (5 în Calea campioanelor, 5 în Calea ligii) au avansat în faza grupelor, unde s-au alăturat altor 22 de echipe calificate automat. Cele 15 perdante din turul trei preliminar au mers în play-off-ul Europa League, iar cele 10 perdante din runda play-off au mers în faza grupelor Europa League.
Mai jos sunt prezentate echipele participante (cu coeficienții lor UEFA de club pentru 2014), grupate după runda de debut.
| Semnificația culorilor                                                       |
| ---------------------------------------------------------------------------- |
| Câștigătoarele din runda play-off s-au califcat în faza grupelor             |
| Pierzatoarele din runda play-off au mers în faza grupelor Europa League      |
| Pierzatoarele din turul trei preliminar au mers în play-off-ul Europa League |
| Pierzatoarele din primele două tururi preliminare au fost eliminate          |

| Echipa           | Coef       |
| Ruta ligii       | Ruta ligii |
| ---------------- | ---------- |
| Arsenal          | 112.949    |
| Porto            | 105.459    |
| Bayer Leverkusen | 70.328     |
| Napoli           | 61.387     |
| Athletic Bilbao  | 54.542     |

| Echipa                 | Coef              |
| Ruta campioanelor      | Ruta campioanelor |
| ---------------------- | ----------------- |
| Red Bull Salzburg      | 46.185            |
| APOEL                  | 39.150            |
| AaB                    | 5.260             |
| Ruta ligii             |                   |
| Zenit Saint Petersburg | 73.899            |
| Lille                  | 45.300            |
| FC Copenhaga           | 45.260            |
| Standard Liège         | 38.260            |
| Beșiktaș               | 32.840            |
| Dnipro Dnipropetrovsk  | 32.193            |
| Panathinaikos          | 30.220            |
| Feyenoord              | 13.362            |
| Grasshoppers           | 9.645             |
| AEL Limassol           | 7.650             |

| Echipa                | Coef              |
| Ruta campioanelor     | Ruta campioanelor |
| --------------------- | ----------------- |
| Steaua București      | 39.451            |
| Celtic                | 36.813            |
| BATE Borisov          | 33.725            |
| Sparta Prague         | 28.870            |
| Dinamo Zagreb         | 23.925            |
| Ludogorets Razgrad    | 18.125            |
| Maccabi Tel Aviv      | 17.875            |
| Sheriff Tiraspol      | 17.075            |
| Maribor               | 16.200            |
| Legia Varșovia        | 15.275            |
| Partizan              | 14.825            |
| Debrecen              | 10.325            |
| Slovan Bratislava     | 8.700             |
| Aktobe                | 8.150             |
| Ventspils             | 7.750             |
| Qarabağ               | 7.575             |
| HJK                   | 7.435             |
| Dinamo Tbilisi        | 6.975             |
| Malmö FF              | 6.265             |
| KR                    | 5.350             |
| F91 Dudelange         | 4.975             |
| Strømsgodset          | 4.855             |
| The New Saints        | 4.850             |
| St Patrick's Athletic | 4.775             |
| Skënderbeu Korçë      | 4.600             |
| Rabotnički            | 4.550             |
| Valletta              | 4.466             |
| Zrinjski Mostar       | 4.000             |
| Cliftonville          | 3.225             |
| Žalgiris Vilnius      | 3.050             |
| Sutjeska Nikšić       | 2.450             |

| Echipa            | Coef              |
| Ruta campioanelor | Ruta campioanelor |
| ----------------- | ----------------- |
| Levadia Tallinn   | 4.575             |
| HB                | 3.175             |
| FC Santa Coloma   | 2.166             |
| Banants           | 1.325             |
| La Fiorita        | 0.699             |
| Lincoln Red Imps  | 0.000             |

## Primul tur preliminar

### Distribuție
Un total de 6 echipe au jucat în primul tur preliminar. Tragerea la sorți pentru primele două tururi preliminare a avut loc pe 23 iunie 2014.
| Capi de serie                      | Outsideri                           |
| ---------------------------------- | ----------------------------------- |
| Levadia Tallinn HB FC Santa Coloma | Banants La Fiorita Lincoln Red Imps |

### Meciurile
Prima manșă s-a jucat pe 1 și 2 iulie, iar manșa secundă pe 8 iulie 2014.
| Echipa 1         | Scor gen. | Echipa 2        | Tur | Retur |
| ---------------- | --------- | --------------- | --- | ----- |
| FC Santa Coloma  | 3–3 (gd)  | Banants         | 1–0 | 2–3   |
| Lincoln Red Imps | 3–6       | HB              | 1–1 | 2–5   |
| La Fiorita       | 0–8       | Levadia Tallinn | 0–1 | 0–7   |

#### Prima manșă
| FC Santa Coloma | 1–0    | Banants |
| --------------- | ------ | ------- |
| Pujol 5'        | Report |         |

| La Fiorita | 0–1    | Levadia Tallinn |
| ---------- | ------ | --------------- |
|            | Report | Tamm 90+4'      |

| Lincoln Red Imps     | 1–1    | HB          |
| -------------------- | ------ | ----------- |
| Chipolina 18' (pen.) | Report | Hanssen 71' |

#### Manșa secundă
| Banants                                 | 3–2    | FC Santa Coloma     |
| --------------------------------------- | ------ | ------------------- |
| Hovsepyan 29', 56' (pen.) Mashumyan 47' | Report | Lima 20' Eloy 90+5' |

3–3 la general. FC Santa Coloma a câștigat datorită golurilor din deplasare.
| Levadia Tallinn                                                               | 7–0    | La Fiorita |
| ----------------------------------------------------------------------------- | ------ | ---------- |
| Kulinitš 7' Subbotin 30', 72' El Husseiny 48' Artjunin 75', 90+2' Tipurić 85' | Report |            |

Levadia Tallinn a câștigat la general cu 8–0.
| HB                                                         | 5–2    | Lincoln Red Imps       |
| ---------------------------------------------------------- | ------ | ---------------------- |
| Hanssen 11', 81' Jensen 25' Edmundsson 34' Benjaminsen 88' | Report | Cabrera 50' Duarte 77' |

HB a câștigat la general cu 6–3.

## Turul doi preliminar

### Distribuție
Un total de 34 de echipe au jucat în turul doi preliminar: 31 de echipe au intrat în competiție în această rundă, iar celelate trei au fost câștigătoarele din primul tur preliminar.
| Grupa 1                                                       | Grupa 1                                                                         | Grupa 2                                                           | Grupa 2                                                    | Grupa 3                                                                     | Grupa 3                                                                               |
| Capi de serie                                                 | Outsideri                                                                       | Capi de serie                                                     | Outsideri                                                  | Capi de serie                                                               | Outsideri                                                                             |
| ------------------------------------------------------------- | ------------------------------------------------------------------------------- | ----------------------------------------------------------------- | ---------------------------------------------------------- | --------------------------------------------------------------------------- | ------------------------------------------------------------------------------------- |
| BATE Borisov Maccabi Tel Aviv Sheriff Tiraspol Maribor Aktobe | Dinamo Tbilisi Skënderbeu Korçë Zrinjski Mostar Sutjeska Nikšić FC Santa Coloma | Celtic Sparta Praga Partizan Debrețin Slovan Bratislava Ventspils | Malmö FF KR The New Saints Levadia Tallinn Cliftonville HB | Steaua București Dinamo Zagreb Ludogoreț Razgrad Legia Varșovia Qarabağ HJK | F91 Dudelange Strømsgodset St Patrick's Athletic Rabotnički Valletta Žalgiris Vilnius |

### Meciurile
Prima manșă s-a jucat pe 15 și 16 iulie, iar manșa secundă secundă pe 22 și 23 iulie 2014.
| Echipa 1          | Scor gen. | Echipa 2              | Tur | Retur |
| ----------------- | --------- | --------------------- | --- | ----- |
| BATE Borisov      | 1–1 (gd)  | Skënderbeu Korçë      | 0–0 | 1–1   |
| FC Santa Coloma   | 0–3[A]    | Maccabi Tel Aviv      | 0–1 | 2–0   |
| Dinamo Tbilisi    | 0–4       | Aktobe                | 0–1 | 0–3   |
| Zrinjski Mostar   | 0–2       | Maribor               | 0–0 | 0–2   |
| Sheriff Tiraspol  | 5–0       | Sutjeska Nikšić       | 2–0 | 3–0   |
| Sparta Praga      | 8–1       | Levadia Tallinn       | 7–0 | 1–1   |
| Malmö FF          | 1–0       | Ventspils             | 0–0 | 1–0   |
| Slovan Bratislava | 3–0       | The New Saints        | 1–0 | 2–0   |
| KR                | 0–5[A]    | Celtic                | 0–1 | 0–4   |
| Cliftonville      | 0–2       | Debrețin              | 0–0 | 0–2   |
| Partizan          | 6–1       | HB                    | 3–0 | 3–1   |
| Legia Varșovia    | 6–1       | St Patrick's Athletic | 1–1 | 5–0   |
| Rabotnički        | 1–2       | HJK                   | 0–0 | 1–2   |
| Dinamo Zagreb     | 4–0       | Žalgiris Vilnius      | 2–0 | 2–0   |
| Ludogoreț Razgrad | 5–1       | F91 Dudelange         | 4–0 | 1–1   |
| Valletta          | 0–5       | Qarabağ               | 0–1 | 0–4   |
| Strømsgodset      | 0–3       | Steaua București      | 0–1 | 0–2   |

Note
1. ^ Ordinea tururilor inversată după tragerea la sorți, din cauza conflictului din Fâșia Gaza.[8]
2. ^ Ordinea tururilor inversată după tragerea la sorți.

#### Prima manșă
| Valletta | 0–1    | Qarabağ       |
| -------- | ------ | ------------- |
|          | Report | Chumbinho 18' |

| Slovan Bratislava | 1–0    | The New Saints |
| ----------------- | ------ | -------------- |
| Cikos 52'         | Report |                |

| BATE Borisov | 0–0    | Skënderbeu Korçë |
| ------------ | ------ | ---------------- |
|              | Report |                  |

| Sheriff Tiraspol    | 2–0    | Sutjeska Nikšić |
| ------------------- | ------ | --------------- |
| Mureșan 71' Isa 87' | Report |                 |

| Zrinjski Mostar | 0–0    | Maribor |
| --------------- | ------ | ------- |
|                 | Report |         |

| FC Santa Coloma | 0–1    | Maccabi Tel Aviv |
| --------------- | ------ | ---------------- |
|                 | Report | Prica 64'        |

| Rabotnički | 0–0    | HJK |
| ---------- | ------ | --- |
|            | Report |     |

| Sparta Praga                                                            | 7–0    | Levadia Tallinn |
| ----------------------------------------------------------------------- | ------ | --------------- |
| Lafata 22', 44', 45+3' (pen.), 57', 60' Subbotin 55' (aut.) Přikryl 84' | Report |                 |

| Cliftonville | 0–0    | Debrețin |
| ------------ | ------ | -------- |
|              | Report |          |

| Partizan                      | 3–0    | HB |
| ----------------------------- | ------ | -- |
| Lazović 14', 64' Škuletić 71' | Report |    |

| Dinamo Zagreb           | 2–0    | Žalgiris Vilnius |
| ----------------------- | ------ | ---------------- |
| Soudani 58' Antolić 70' | Report |                  |

| KR | 0–1    | Celtic       |
| -- | ------ | ------------ |
|    | Report | McGregor 84' |

| Dinamo Tbilisi | 0–1    | Aktobe   |
| -------------- | ------ | -------- |
|                | Report | Neco 51' |

| Malmö FF | 0–0    | Ventspils |
| -------- | ------ | --------- |
|          | Report |           |

| Ludogoreț Razgrad                                     | 4–0    | F91 Dudelange |
| ----------------------------------------------------- | ------ | ------------- |
| Abalo 35' Bezjak 42' Andrianantenaina 65' Espinho 68' | Report |               |

| Strømsgodset | 0–1    | Steaua București |
| ------------ | ------ | ---------------- |
|              | Report | Iancu 49'        |

| Legia Varșovia | 1–1    | St Patrick's Athletic |
| -------------- | ------ | --------------------- |
| Radovic 90+1'  | Report | Fagan 38'             |

#### Manșa secundă
| Sutjeska Nikšić | 0–3    | Sheriff Tiraspol               |
| --------------- | ------ | ------------------------------ |
|                 | Report | Benson 5' Luvannor 35' Isa 55' |

Sheriff Tiraspol a câștigat la general cu 5–0.
| Levadia Tallinn | 1–1    | Sparta Praga |
| --------------- | ------ | ------------ |
| Teever 68'      | Report | Mareček 38'  |

Sparta Praga a câștigat la general cu 8–1.
| F91 Dudelange | 1–1    | Ludogoreț Razgrad |
| ------------- | ------ | ----------------- |
| Turpel 81'    | Report | Bezjak 51'        |

Ludogoreț Razgrad a câștigat la general cu 5–1.
| Qarabağ                                               | 4–0    | Valletta |
| ----------------------------------------------------- | ------ | -------- |
| Reynaldo 15' Chumbinho 48' Danilo Dias 56' George 80' | Report |          |

Qarabağ a câștigat la general cu 5–0.
| The New Saints | 0–2    | Slovan Bratislava   |
| -------------- | ------ | ------------------- |
|                | Report | Milinković 74', 79' |

Slovan Bratislava a câștigat la general cu 3–0.
| Skënderbeu Korçë | 1–1    | BATE Borisov    |
| ---------------- | ------ | --------------- |
| Radaš 67'        | Report | Olekhnovich 29' |

1–1 la general. BATE Borisov a câștigat datorită golurile din deplasare.
| HB         | 1–3    | Partizan                             |
| ---------- | ------ | ------------------------------------ |
| Wardum 35' | Report | Ninković 49' Lazović 75' Grbić 90+1' |

Partizan a câștigat la general cu 6–1.
| Žalgiris Vilnius | 0–2    | Dinamo Zagreb           |
| ---------------- | ------ | ----------------------- |
|                  | Report | Soudani 47' Šimunić 49' |

Dinamo Zagreb a câștigat la general cu 4–0.
| Debrețin               | 2–0    | Cliftonville |
| ---------------------- | ------ | ------------ |
| Mihelič 55' Sidibé 79' | Report |              |

Debrețin a câștigat la general cu 2–0.
| Celtic                           | 4–0    | KR |
| -------------------------------- | ------ | -- |
| van Dijk 13', 20' Pukki 27', 71' | Report |    |

Celtic a câștigat la general cu 5–0.
| Maccabi Tel Aviv               | 2–0    | FC Santa Coloma |
| ------------------------------ | ------ | --------------- |
| Zahavi 62' (pen.) Ben Haim 90' | Report |                 |

Maccabi Tel Aviv a câștigat la general cu 3–0.
| Aktobe                                   | 3–0    | Dinamo Tbilisi |
| ---------------------------------------- | ------ | -------------- |
| Antonov 75' Zenkovich 82' Aimbetov 90+5' | Report |                |

Aktobe a câștigat la general cu 4–0.
| Ventspils | 0–1    | Malmö FF   |
| --------- | ------ | ---------- |
|           | Report | Thelin 19' |

Malmö FF a câștigat la general cu 1–0.
| HJK               | 2–1    | Rabotnički |
| ----------------- | ------ | ---------- |
| Lod 22' Moren 26' | Report | Vujcic 47' |

HJK a câștigat la general cu 2–1.
| Steaua București     | 2–0    | Strømsgodset |
| -------------------- | ------ | ------------ |
| Râpă 72' Stanciu 84' | Report |              |

Steaua București a câștigat la general cu 3–0.
| Maribor                      | 2–0    | Zrinjski Mostar |
| ---------------------------- | ------ | --------------- |
| Vršič 45' Ibraimi 57' (pen.) | Report |                 |

Maribor a câștigat la general cu 2–0.
| St Patrick's Athletic | 0–5    | Legia Varșovia                                              |
| --------------------- | ------ | ----------------------------------------------------------- |
|                       | Report | Radović 25', 82' Żyro 69' Saganowski 87' Byrne 90+2' (aut.) |

Legia Varșovia a câștigat la general cu 6–1.

## Turul trei preliminar

### Distribuire
Un total de 30 de echipe au jucat în această rundă:
- Calea campioanelor: trei echipe care au intrat direct în această rundă și cei 17 câștigători din turul doi preliminar.
- Calea ligii: zece echipe care intră în această rundă.

Tragerea la sorți a avut loc pe 18 iulie 2014.
| Calea Campioanelor                                                               | Calea Campioanelor                                                | Calea Campioanelor                                                                 | Calea Campioanelor                                  | Calea Ligii                                                       | Calea Ligii                                                                |
| Grupa 1                                                                          | Grupa 1                                                           | Grupa 2                                                                            | Grupa 2                                             | Calea Ligii                                                       | Calea Ligii                                                                |
| Capi de serie                                                                    | Outsideri                                                         | Capi de serie                                                                      | Outsideri                                           | Capi de serie                                                     | Outsideri                                                                  |
| -------------------------------------------------------------------------------- | ----------------------------------------------------------------- | ---------------------------------------------------------------------------------- | --------------------------------------------------- | ----------------------------------------------------------------- | -------------------------------------------------------------------------- |
| Red Bull Salzburg Celtic[†] BATE Borisov[†] Dinamo Zagreb[†] Sheriff Tiraspol[†] | Legia Varșovia[†] Debrețin[†] Slovan Bratislava[†] Qarabağ[†] AaB | Steaua București[†] APOEL Sparta Praga[†] Ludogoreț Razgrad[†] Maccabi Tel Aviv[†] | Maribor[†] Partizan[†] Aktobe[†] Malmö FF[†] HJK[†] | Zenit Sankt Petersburg[‡] Lille Copenhaga Standard Liège Beșiktaș | Dnipro Dnipropetrovsk[‡] Panathinaikos Feyenoord Grasshoppers AEL Limassol |

Note
1. † Câștigătorii din al doilea tur preliminar. Echipele scrise cursiv au învins o echipă cu un coeficient mai mare, deci, pentru turul trei preliminar, au obținut coeficientul echipei învinse.

### Meciuri
Prima manșă s-a jucat pe 29 și 30 iulie, iar manșa secundă pe 5 și 6 august 2014.
| Echipa 1              | Scor gen.          | Echipa 2               | Tur                | Retur              |                    |
| Calea campioanelor    | Calea campioanelor | Calea campioanelor     | Calea campioanelor | Calea campioanelor | Calea campioanelor |
| --------------------- | ------------------ | ---------------------- | ------------------ | ------------------ | ------------------ |
| Qarabağ               | 2–3                | Red Bull Salzburg      | 2–1                | 0–2                |                    |
| Debrețin              | 2–3                | BATE Borisov           | 1–0                | 3–1                |                    |
| Slovan Bratislava     | 2–1                | Sheriff Tiraspol       | 2–1                | 0–0                |                    |
| AaB                   | 2–1                | Dinamo Zagreb          | 0–1                | 2–0                |                    |
| Legia Varșovia        | 4–4 (gd)[C]        | Celtic                 | 4–1                | 0–3                |                    |
| Aktobe                | 3–4                | Steaua București       | 2–2                | 1–2                |                    |
| Maribor               | 3–2                | Maccabi Tel Aviv       | 1–0                | 2–2                |                    |
| HJK                   | 2–4                | APOEL                  | 2–2                | 0–2                |                    |
| Sparta Praga          | 4–4 (gd)           | Malmö FF               | 4–2                | 0–2                |                    |
| Ludogoreț Razgrad     | 2–2                | Partizan               | 0–0                | 2–2                |                    |
| Calea ligii           |                    |                        |                    |                    |                    |
| AEL Limassol          | 1–3                | Zenit Saint Petersburg | 1–0                | 0–3                |                    |
| Dnipro Dnipropetrovsk | 0–2                | Copenhaga              | 0–0                | 0–2                |                    |
| Feyenoord             | 2–5                | Beșiktaș               | 1–2                | 1–3                |                    |
| Grasshoppers          | 1–3                | Lille                  | 0–2                | 1–1                |                    |
| Standard Liège        | 2–1                | Panathinaikos          | 0–0                | 2–1                |                    |

Note
1. ^ UEFA i-a oferit lui Celtic victorie cu 3–0 la masa verde, întrucât Legia Varșovia a introdus în manșa secundă un jucător suspendat, Bartosz Bereszyński.[11]

#### Prima manșă
| Sparta Praga                   | 4–2    | Malmö FF                      |
| ------------------------------ | ------ | ----------------------------- |
| Lafata 22', 51', 70' Kováč 52' | Report | Forsberg 17' Kiese Thelin 27' |

| Slovan Bratislava              | 2–1    | Sheriff Tiraspol |
| ------------------------------ | ------ | ---------------- |
| Žofčák 42' (pen.) Mészáros 85' | Report | Ricardinho 74'   |

| Debrețin          | 1–0    | BATE Borisov |
| ----------------- | ------ | ------------ |
| Sidibe 56' (pen.) | Report |              |

| Aktobe                      | 2–2    | Steaua București         |
| --------------------------- | ------ | ------------------------ |
| Korobkin 58' Arzumanyan 88' | Report | Keșerü 44' Prepeliță 79' |

| Qarabağ              | 2–1    | Red Bull Salzburg |
| -------------------- | ------ | ----------------- |
| Dias 2' Reynaldo 86' | Report | Leitgeb 77'       |

| HJK                      | 2–2    | APOEL                        |
| ------------------------ | ------ | ---------------------------- |
| Savage 11', 45+1' (pen.) | Report | De Vincenti 71' Sheridan 74' |

| AEL Limassol  | 1–0    | Zenit Sankt Petersburg |
| ------------- | ------ | ---------------------- |
| Gikiewicz 64' | Report |                        |

| Dnipro Dnipropetrovsk | 0–0[E] | Copenhaga |
| --------------------- | ------ | --------- |
|                       | Report |           |

| Grasshoppers | 0–2    | Lille                  |
| ------------ | ------ | ---------------------- |
|              | Report | Corchia 29' Mendes 49' |

| Ludogoreț Razgrad | 0–0    | Partizan |
| ----------------- | ------ | -------- |
|                   | Report |          |

| Feyenoord             | 1–2    | Beșiktaș                 |
| --------------------- | ------ | ------------------------ |
| Te Vrede 90+5' (pen.) | Report | Pektemek 13' Koyunlu 71' |

| Standard Liège | 0–0    | Panathinaikos |
| -------------- | ------ | ------------- |
|                | Report |               |

| AaB | 0–1    | Dinamo Zagreb |
| --- | ------ | ------------- |
|     | Report | Brozović 49'  |

| Maribor     | 1–0    | Maccabi Tel Aviv |
| ----------- | ------ | ---------------- |
| Bohar 90+4' | Report |                  |

| Legia Varșovia                          | 4–1    | Celtic      |
| --------------------------------------- | ------ | ----------- |
| Radović 10', 36' Żyro 84' Kosecki 90+1' | Report | McGregor 8' |

Note
1. ^ Meciul a început cu 15 minute mai târziu din cauza violențelor cauzate de fani.[12]
2. ^ Meciul s-a jucat pe NSC Olimpiyskiy, Kiev, din cauza tulburărilor civile pro-ruse din Ucraina.[13]

#### Manșa secundă
| BATE Borisov                            | 3–1    | Debrețin          |
| --------------------------------------- | ------ | ----------------- |
| Valadzko 39' Rodionov 66' Krivets 90+4' | Report | Sidibe 20' (pen.) |

BATE Borisov a câștigat la general cu 3–2.
| Maccabi Tel Aviv           | 2–2    | Maribor          |
| -------------------------- | ------ | ---------------- |
| Ben Haim 42' Ben Basat 53' | Report | Ibraimi 35', 54' |

Maribor a câștigat la general cu 3–2.
| Panathinaikos         | 1–2    | Standard Liège        |
| --------------------- | ------ | --------------------- |
| Arslanagic 17' (aut.) | Report | Mbombo 36' M'Poku 41' |

Standard Liège a câștigat la general cu 2–1.
| Lille       | 1–1    | Grasshoppers |
| ----------- | ------ | ------------ |
| Balmont 19' | Report | Abrashi 33'  |

Lille a câștigat la general cu 3–1.
| Zenit Sankt Petersburg               | 3–0    | AEL Limassol |
| ------------------------------------ | ------ | ------------ |
| Rondón 55' Danny 88' Kerzhakov 90+1' | Report |              |

Zenit Sankt Petersburg a câștigat la general cu 3–1.
| APOEL                               | 2–0    | HJK |
| ----------------------------------- | ------ | --- |
| Sheridan 18' De Vincenti 45' (pen.) | Report |     |

APOEL a câștigat la general cu 4–2.
| Sheriff Tiraspol | 0–0    | Slovan Bratislava |
| ---------------- | ------ | ----------------- |
|                  | Report |                   |

Slovan Bratislava a câștigat la general cu 2–1.
| Malmö FF           | 2–0    | Sparta Praga |
| ------------------ | ------ | ------------ |
| Rosenberg 35', 55' | Report |              |

4–4 la general. Malmö FF a câștigat datorită golurilor din deplasare.
| Steaua București       | 2–1    | Aktobe      |
| ---------------------- | ------ | ----------- |
| Chipciu 3' Stanciu 39' | Report | Kapadze 85' |

Steaua București a câștigat la general cu 4–3.
| Beșiktaș               | 3–1    | Feyenoord |
| ---------------------- | ------ | --------- |
| Demba Ba 28', 80', 86' | Report | Manu 74'  |

Beșiktaș a câștigat la general cu 5–2.
| Copenhaga                | 2–0    | Dnipro Dnipropetrovsk |
| ------------------------ | ------ | --------------------- |
| Cornelius 36' Kadrii 52' | Report |                       |

Copenhaga a câștigat la general cu 2–0.
| Red Bull Salzburg    | 2–0    | Qarabağ |
| -------------------- | ------ | ------- |
| Hinteregger 18', 34' | Report |         |

Red Bull Salzburg a câștigat la general cu 3–2.
| Dinamo Zagreb | 0–2    | AaB               |
| ------------- | ------ | ----------------- |
|               | Report | Jacobsen 36', 85' |

AaB a câștigat la general cu 2–1.
| Celtic | 3–0 Masa verde | Legia Varșovia          |
| ------ | -------------- | ----------------------- |
|        | Report         | Żyro 36' Kucharczyk 61' |

4–4 la general. Celtic a câștigat în baza regulei golului din deplasare. Manșa secundă s-a terminat inițial cu scorul de 0–2, dar Legia Varșovia a pierdut ulterior meciul la masa verde din cauza introducerii de pe banca de rezerve a unui jucător suspendat, Bartosz Bereszyński. Prin urmare, Celtic a primit o victorie cu scorul de 3–0.
| Partizan          | 2–2    | Ludogoreț Razgrad   |
| ----------------- | ------ | ------------------- |
| Škuletić 30', 35' | Report | Marcelinho 19', 21' |

2–2 la general. Ludogoreț Razgrad a câștigat datorită golurilor din deplasare.
Note
1. ^ Din cauza operațiunii Protective Edge, UEFA a decis ca cluburile din Israel să joace meciurile de acasă în afara țării.
2. ^ Meciul s-a jucat pe Murrayfield Stadium din Edinburgh, în loc de stadionul propriu al celor de la Celtic, Celtic Park din Glasgow.

## Runda play-off

### Distribuire
Un total de 20 de echipe au jucat în această rundă:
- Calea campioanelor: cei zece câștigători din turul trei preliminar.
- Calea ligii: zece echipe care au intrat direct în această rundă.

Tragerea la sorți a avut loc pe 8 august 2014.
| Calea campioanelor                                                          | Calea campioanelor                                                      | Calea ligii                                                     | Calea ligii                                                         |
| Capi de serie                                                               | Outsideri                                                               | Capi de serie                                                   | Outsideri                                                           |
| --------------------------------------------------------------------------- | ----------------------------------------------------------------------- | --------------------------------------------------------------- | ------------------------------------------------------------------- |
| Red Bull Salzburg[†] Steaua București[†] APOEL[†] Celtic[†] BATE Borisov[†] | Ludogoreț Razgrad[†] Maribor[†] Slovan Bratislava[†] Malmö FF[†] AaB[†] | Arsenal Porto Zenit Sankt Petersburg[†] Bayer Leverkusen Napoli | Athletic Bilbao Lille[†] Copenhaga[†] Standard Liège[†] Beșiktaș[†] |

Note
1. † Câștigătorii din turul trei preliminar.

### Meciuri
Prima manșă s-a jucat pe 19 și 20 august, iar manșa secundă pe 26 și 27 august 2014.
| Echipa 1           | Scor gen.          | Echipa 2               | Tur                | Retur              |                    |
| Calea campioanelor | Calea campioanelor | Calea campioanelor     | Calea campioanelor | Calea campioanelor | Calea campioanelor |
| ------------------ | ------------------ | ---------------------- | ------------------ | ------------------ | ------------------ |
| Maribor            | 2–1                | Celtic                 | 1–1                | 1–0                |                    |
| Red Bull Salzburg  | 2–4                | Malmö FF               | 2–1                | 0–3                |                    |
| AaB                | 1–5                | APOEL                  | 1–1                | 0–4                |                    |
| Steaua București   | 1–1 (5–6 p)        | Ludogoreț Razgrad      | 1–0                | 0–1 d.p.           |                    |
| Slovan Bratislava  | 1–4                | BATE Borisov           | 1–1                | 0–3                |                    |
| Calea ligii        |                    |                        |                    |                    |                    |
| Beșiktaș           | 0–1                | Arsenal                | 0–0                | 0–1                |                    |
| Standard Liège     | 0–4                | Zenit Sankt Petersburg | 0–1                | 0–3                |                    |
| Copenhaga          | 2–7                | Bayer Leverkusen       | 2–3                | 0–4                |                    |
| Lille              | 0–3                | Porto                  | 0–1                | 0–2                |                    |
| Napoli             | 2–4                | Athletic Bilbao        | 1–1                | 1–3                |                    |

#### Prima manșă
| Red Bull Salzburg        | 2–1    | Malmö FF     |
| ------------------------ | ------ | ------------ |
| Schiemer 16' Soriano 54' | Report | Forsberg 90' |

| Steaua București | 1–0    | Ludogoreț Razgrad |
| ---------------- | ------ | ----------------- |
| Chipciu 88'      | Report |                   |

| Beșiktaș | 0–0    | Arsenal |
| -------- | ------ | ------- |
|          | Report |         |

| Copenhaga                   | 2–3    | Bayer Leverkusen                  |
| --------------------------- | ------ | --------------------------------- |
| M. Jørgensen 9' Amartey 13' | Report | Kießling 5' Bellarabi 31' Son 42' |

| Napoli      | 1–1    | Athletic Bilbao |
| ----------- | ------ | --------------- |
| Higuaín 68' | Report | Muniain 41'     |

| Maribor   | 1–1    | Celtic      |
| --------- | ------ | ----------- |
| Bohar 14' | Report | McGregor 6' |

| AaB         | 1–1    | APOEL        |
| ----------- | ------ | ------------ |
| Thomsen 16' | Report | Vinícius 54' |

| Slovan Bratislava | 1–1    | BATE Borisov         |
| ----------------- | ------ | -------------------- |
| Vittek 80'        | Report | Jablonský 44' (aut.) |

| Standard Liège | 0–1    | Zenit Sankt Petersburg |
| -------------- | ------ | ---------------------- |
|                | Report | Shatov 16'             |

| Lille | 0–1    | Porto       |
| ----- | ------ | ----------- |
|       | Report | Herrera 61' |

#### Manșa secundă
| Zenit Sankt Petersburg          | 3–0    | Standard Liège |
| ------------------------------- | ------ | -------------- |
| Rondón 30' Hulk 54' (pen.), 58' | Report |                |

Zenit Sankt Petersburg a câștigat la general cu 4–0.
| Celtic | 0–1    | Maribor     |
| ------ | ------ | ----------- |
|        | Report | Tavares 75' |

Maribor a câștigat la general cu 2–1.
| APOEL                                                   | 4–0    | AaB |
| ------------------------------------------------------- | ------ | --- |
| Vinícius 28' De Vincenti 43' Aloneftis 64' Sheridan 75' | Report |     |

APOEL a câștigat la general cu 5–1.
| BATE Borisov                            | 3–0    | Slovan Bratislava |
| --------------------------------------- | ------ | ----------------- |
| Gordeichuk 41' Krivets 84' Rodionov 85' | Report |                   |

BATE Borisov a câștigat la general cu 4–1.
| Porto                    | 2–0    | Lille |
| ------------------------ | ------ | ----- |
| Brahimi 49' Martínez 69' | Report |       |

Porto a câștigat la general cu 3–0.
| Malmö FF                               | 3–0    | Red Bull Salzburg |
| -------------------------------------- | ------ | ----------------- |
| Rosenberg 11' (pen.), 84' Eriksson 19' | Report |                   |

Malmö FF a câștigat la general cu 4–2.
| Ludogoreț Razgrad                                                                | 1–0 (d.p.) | Steaua București                                                 |
| -------------------------------------------------------------------------------- | ---------- | ---------------------------------------------------------------- |
| Wanderson 90'                                                                    | Report     |                                                                  |
| Moți · Wanderson · Younés · Júnior Caiçara · Marcelinho · Dyakov · Fábio Espinho | 6–5        | Keșerü · Pârvulescu · Szukała · Popa · Varela · Prepeliță · Râpă |

1–1 la general. Ludogoreț Razgrad a câștigat după loviturile de departajare.
| Arsenal       | 1–0    | Beșiktaș |
| ------------- | ------ | -------- |
| Sánchez 45+1' | Report |          |

Arsenal a câștigat la general cu 1–0.
| Bayer Leverkusen                                        | 4–0    | Copenhaga |
| ------------------------------------------------------- | ------ | --------- |
| Son Heung-min 2' Çalhanoğlu 7' Kießling 31' (pen.), 66' | Report |           |

Bayer Leverkusen a câștigat la general cu 7–2.
| Athletic Bilbao          | 3–1    | Napoli     |
| ------------------------ | ------ | ---------- |
| Aduriz 61', 69' Ibai 74' | Report | Hamšík 47' |

Athletic Bilbao a câștigat la general cu 4–2.